# 1564
Évszázadok: 15. század – 16. század – 17. század
Évtizedek: 1510-es évek – 1520-as évek – 1530-as évek – 1540-es évek – 1550-es évek – 1560-as évek – 1570-es évek – 1580-as évek – 1590-es évek – 1600-as évek – 1610-es évek
Évek: 1559 – 1560 – 1561 – 1562 –  1563 – 1564 – 1565 – 1566 – 1567 – 1568 – 1569

## Események
- január 26. – IV. Piusz pápa Benedictus Deus kezdetű bullájával szentesíti a trienti zsinat határozatait.[1]
- június 4–11. – A tordai országgyűlés vallásszabadságról hozott törvénye a református vallásnak is azonos jogokat biztosított.[2]
- július 25. – Bécsben meghal I. Ferdinánd német-római császár, magyar és cseh király.[3]

## Születések
- február 15. – Galileo Galilei olasz természettudós († 1642)
- április 23. (?) – William Shakespeare angol drámaíró, költő, színész († 1616)
- szeptember 24. – William Adams angol hajós, feltehetően az első angol, aki elérte Japánt († 1620)
- október 26. – Hans Leo Hassler német zeneszerző és orgonista († 1612)

## Halálozások
- február 18. – Michelangelo Buonarroti itáliai szobrász, festő (* 1475)
- május 27. – Kálvin János reformátor (* 1509)
- július 25. – I. Ferdinánd német-római császár, magyar király[4] (* 1503)
- december 27. – Johann von Ungnad német hadvezér, nyomdász, egykori stájer kormányzó (* 1493)